# Siegmund
Siegmund ist ein männlicher Vorname und Familienname.

## Herkunft und Bedeutung des Namens
Der Name Siegmund hat seine Ursprünge im Althochdeutschen: „sigu“ (Sieg) und „munt“ („Schirm, Schutz, Gewalt, Schutz der Unmündigen“).
Im Mittelalter war besonders die Nebenform Sigismund gebräuchlich, bis im 19. Jahrhundert mit der Begeisterung für die mittelalterliche deutsche Heldensage Siegmund immer beliebter wurde. Als Familienname existieren auch Sigmundt, Siegemund und weitere Formen.

## Varianten
- deutsch:
  - Segimund (Segimundus lat. Tacitus)
  - Sigismund
  - Sigmund
- französisch:
  - Sigismond
- färöisch/isländisch:
  - Sigmundur
- italienisch:
  - Gismondo
  - Sigismondo (Name)
- litauisch:
  - Žygimantas
- polnisch:
  - Zygmunt, Zygmund
- ungarisch:
  - Zsigmond
- slowenisch:
  - Žiga
- tschechisch:
  - Zikmund

## Namenstag
- 1. Mai (Sigismund (Burgund))

## Operngestalt
In Richard Wagners Oper Die Walküre ist Siegmund der Zwillingsbruder der Sieglinde und der Vater Siegfrieds.

## Bekannte Namensträger

### Vorname
Mittelalter (chronologisch)
- Sigismund (Burgund) † 1. Mai 523/24
- Sigimund († Anfang 7. Jahrhundert), Bischof von Mainz
- Sigimund von Halberstadt († 923 oder 924), von 894 bis zu seinem Tod Bischof von Halberstadt
- Siegmund (Österreich-Tirol) (1427–1496), Erzherzog von Österreich und Regent von Tirol und Vorderösterreich
- Sigismund (HRR) (1368–1437), römisch-deutscher König
- Siegmund (Bayern), Herzog (1463–1467)
- Siegmund (Brandenburg-Kulmbach) Markgraf (1486–1495)

Neuzeit (alphabetisch)
- Siegmund Albich (* um 1359; † 1427), nordmährischer bzw. tschechischer Arzt, u. a. Leibarzt von Kaiser Sigismund
- Siegmund Jakob Baumgarten (1706–1757), deutscher evangelischer Theologe
- Siegmund von Bibra (1750–1803), deutscher Pädagoge und Lexikograf
- Siegmund Crummenerl (1892–1940), deutscher Graveur, am Widerstand gegen den Nationalsozialismus aus dem Exil beteiligt
- Siegmund Deutsch (1864–1942), deutscher Bauingenieur und Hochschullehrer
- Siegmund Exner-Ewarten (1846–1926), österreichischer Physiologe
- Siegmund Feilbogen (1858–1928), österreichischer Jurist und Nationalökonom, Schriftsteller und Übersetzer
- Siegmund Günther (1848–1923 in München), deutscher Geograph, Mathematikhistoriker und Naturwissenschaftler
- Siegmund von Hausegger (1872–1948), österreichischer Komponist und Dirigent
- Sigismund von Herberstein (1486–1566), österreichischer kaiserlicher Rat und Gesandter am Russischen Hof
- Sigmund Jähn (1937–2019), erster Deutscher im Weltraum
- Siegmund Kalinski (1927–2015), polnisch-deutscher Allgemeinarzt und Journalist; Überlebender des Holocaust
- Siegmund Kaznelson (1893–1959), jüdischer Jurist, Redakteur, Autor und Verleger
- Siegmund Loewe (1885–1962), deutscher Pionier der Radiotechnik und Industrieller
- Siegmund Mayer (1842–1910), deutscher Physiologe
- Siegmund Nimsgern (* 1940), deutscher Opern- und Konzertsänger (Bariton)
- Siegmund Oppler (1873–1942), deutscher Jurist
- Siegmund Prey (1912–1992), österreichischer Geologe
- Sigmund von Riezler (1843–1927), deutscher Geschichtsforscher
- Siegmund Salfeld (1843–1926), deutscher Rabbiner, Pädagoge und Autor
- Siegmund Tischendorf (* 1954), österreichischer Schauspieler und Comedian
- Siegmund Warburg (1835–1889), deutscher Bankier
- Siegmund G. Warburg (1902–1982), deutsch-britischer Bankier

### Familienname
- Adolf Siegmund (1831–1916), deutsch-böhmischer Architekt
- Alexander Siegmund (* 1968), deutscher Geograph und Hochschullehrer
- Birgit Siegmund (* 1950), Hamburger Politikerin (SPD), Mitglied der Hamburgischen Bürgerschaft
- Britta Siegmund (* 1971), deutsche Medizinerin und Hochschullehrerin
- Eva Siegmund (* 1983), deutsche Jugendbuchautorin
- Fabienne Siegmund (* 1980), deutsche Herausgeberin und Schriftstellerin von Fantasy-Romanen
- Frank Siegmund (* 1956), deutscher Prähistoriker
- Franz Florian Siegmund (1785–1853), böhmisch-österreichischer Unternehmer und Tuchfabrikant
- Friedrich Siegmund-Schultze (1885–1969), deutscher Theologe und Sozialethiker
- Georg Siegmund (1903–1989), deutscher Theologe und Philosoph
- Gerald Siegmund (* 1963), deutscher Theaterwissenschaftler
- Gerd Siegmund (* 1973), deutscher Skispringer
- Gerhard Siegmund-Schultze (1931–2019), deutscher Jurist
- Günther Siegmund (Boxer) (1936–2020), deutscher Boxer
- Günther Siegmund (1927–1981), niederdeutscher Schriftsteller und Schauspieler
- Harry Siegmund (1910–2009), deutsch-baltischer Verwaltungsjurist, SS-Offizier und Ministerialbeamter
- Heinrich Siegmund (1867–1937), deutscher Arzt, Landeskonsistorialrat und Publizist in Siebenbürgen
- Helena Siegmund-Schultze (* 1997), deutsche Schauspielerin
- Herbert Siegmund (1892–1954), deutscher Pathologe
- Ingeborg Finke-Siegmund (1919–2012), deutsche Pianistin und Klavierpädagogin
- Johann Gottfried Siegmund (1792–1865), Berliner Unternehmer
- Judith Siegmund (* 1965), deutsche Philosophin und Künstlerin
- Kurt Siegmund (1910–1988), deutscher Politiker (SED), stellvertretender Minister und Staatssekretär
- Reinhard Siegmund-Schultze (* 1953), deutscher Mathematikhistoriker
- Thomas Siegmund (* 1964), deutscher Fußballspieler
- Ulrich Siegmund (* 1990), deutscher Politiker
- Walther Siegmund-Schultze (1916–1993), deutscher Musikwissenschaftler und Hochschullehrer
- Wilhelm Siegmund (Unternehmer, 1792) (1792–1868), böhmisch-österreichischer Unternehmer
- Wilhelm Siegmund (Unternehmer, 1821) (1821–1897), böhmisch-österreichischer Unternehmer, Politiker und Botaniker
- Wolfdietrich Siegmund (1923–2018), deutscher Arzt und Träger des Europäischen Märchenpreises
- Wolfgang Maria Siegmund (* 1956), österreichischer Schriftsteller

### Sonstiges
- Siegmund, Vater Siegfrieds im Nibelungenlied